# Trottola (personaggio)
Trottola (Whizzer) è un personaggio dei fumetti Marvel Comics, del quale esistono tre versioni:
- il primo si chiama Robert L.Frank, creato da Al Avison (testi) e Al Gabriele (disegni e chine). La sua prima apparizione è in USA Comics n. 1 (agosto 1941);
- il secondo è James Saunders, creato da Roy Thomas (testi) e Sal Buscema (disegni). La sua prima apparizione avviene in The Avengers (vol. 1[1]) n. 69 (ottobre 1969);
- Il terzo è Stanley Stewart, creato da Roy Thomas (testi) e John Buscema (disegni). La sua prima apparizione avviene in The Avengers (vol. 1) n. 85 (febbraio 1971).

## Biografia del personaggi

### Robert Frank
La Trottola è il primo personaggio dei fumetti Golden Age. Robert Frank, nato a Saint Louis (Missouri), mentre si trovava in Africa con il padre, fu avvelenato da un morso di cobra; il dott. Emil Frank salvò il figlio con una trasfusione di sangue di Mangusta. Successivamente Robert scoprì di aver acquisito il potere della super-velocità e decise di diventare un supereroe, chiamato Trottola.

### James Saunders
James Saunders lavorava come chimico presso la Hudson Pharmaceutical Company di West Caldwell in New Jersey ma non era affatto soddisfatto della sua posizione. Grazie ad una formula datagli da Gran Maestro James riuscì ad acquisire una velocità sovrumana ed assunse il nome di Trottola. In cambio egli accettò di unirsi allo Squadrone Sinistro (insieme a Nottolone, Dottor Spectrum e Hyperion) e di combattere contro l'avversario di Gran Maestro, Kang il Conquistatore, al servizio del quale operavano i Vendicatori. Dopo la sconfitta, i membri dello Squadrone ritornarono sulla terra e furono ingaggiati da un geografo alieno di nome Nebulon, che voleva sciogliere le calotte polari. L'intervento vittorioso dei Difensori allontanò la minaccia e il Dottor Strange cancellò la memoria dei membri dello Squadrone. Quando però i Vendicatori sottoposero James ad un interrogatorio sul Dottor Spectrum, tutto il passato gli tornò alla mente. Modificando la formula originaria di Gran Maestro riuscì ad incrementare ulteriormente la propria velocità e decise di sfruttare questa capacità per compiere furti, prendendo il nome di Speed Demon. Uno dei suoi principali avversari fu Uomo Ragno.

### Stanley Stewart
Stanley Stewart, nato su Terra-712, si trasformò da semplice postino a paladino del bene con il nome di Trottola, dopo essere inavvertitamente passato attraverso una nube di natura sconosciuta che gli donò il potere di muoversi a velocità sovrumana. Egli entrò a far parte del gruppo chiamato Squadrone Supremo.
Dopo la sconfitta dell'alieno Iniziato, che aveva assoggettato la Terra, lo Squadrone decise di avviare un programma chiamato “Utopia”: distorcendo l'iniziale finalità del programma, che era quello di salvare il mondo dagli innumerevoli problemi che lo attanagliavano, il gruppo cercò di usurpare il potere dei vari governi e non esitò anche a violare i diritti dei singoli e ad utilizzare strumenti come dispositivi di modificazione del comportamento per “convertire” i criminali. In seguito all'opposizione del gruppo di ribelli Redeemers, composto anche da ex-membri dello Squadrone, il programma fu comunque abbandonato.
I componenti dello Squadrone, incluso Trottola, furono poi esiliati su Terra-616, la nostra dimensione, ma grazie all'aiuto dei Vendicatori riuscirono a far ritorno a Terra-712. Qui nel frattempo, per uscire dal periodo di sconvolgimenti politici e sociali determinati dal Programma Utopia, si era instaurato un regime tirannico, guidato dal Global Directorate. Per quanto le armi di quest'ultimo fossero straordinarie, lo Squadrone riuscì comunque ad avere la meglio, anche grazie al rientro nei suoi ranghi dei membri che lo avevano in precedenza abbandonato.
Da allora lo Squadrone si adopera per combattere l'oppressione e ristabilire la libertà.